# Flober Peña
Pour les articles homonymes, voir FloBer et Peña.
Peña  Peña est un nom espagnol. Le premier nom de famille, en général paternel, est Peña ; le second, en général maternel, souvent omis, est Peña.
José Flober Peña Peña (né le 7 février 1974 à Tuta, département de Boyacá) est un coureur cycliste colombien.

## Biographie
Flober Peña a commencé sa carrière en 1997. Au cours de la saison 2004, il remporte pour la première fois, une étape dans le Tour du Guatemala. La même année, il remporte son premier Tour de la Guadeloupe. Succès qui sera suivi par trois autres en 2005, 2007 et 2008. Sa domination sur la course guadeloupéenne est entachée de suspicion de dopage, au point qu'en 2010, le club V.C.G Saint-Martin, qui l'avait enrôlé, le retire de la liste des engagés à quelques jours du départ du Tour de Guadeloupe, après sa mise en examen. Le 29 mai 2013, il est finalement relaxé par le tribunal correctionnel de Pointe-à-Pitre,.
En août 2016, il dispute le Tour de la Guadeloupe, où il remporte la 4e étape et s'empare du maillot jaune. Il est néanmoins déclassé en février 2017, en raison d'un contrôle positif à l'EPO CERA et est suspendu jusqu'au 25 septembre 2020.

## Palmarès
- 2000
  - 3e du Tour de la Guadeloupe
- 2001
  - 4e et 7e étapes du Tour de la Guadeloupe
- 2002
  - 4e et 6e étapes du Tour de la Guadeloupe
- 2003
  - 3e du Tour de la Guadeloupe
- 2004
  - Tour de Marie-Galante :
    - Classement général
    - 4eb étape (contre-la-montre)

  - Tour de la Guadeloupe
    - Classement Général
    - Prologue, 6e et 9eb (contre-la-montre) étapes

  - 8e étape du Tour du Guatemala
- 2005
  - Tour de la Guadeloupe
    - Classement général
    - Prologue, 2eb (contre-la-montre) et 5e étapes
- 2006
  - 5e étape du Tour de la Guadeloupe
- 2007
  - Tour de la Guadeloupe
    - Classement général
    - 2ea, 2eb (contre-la-montre) et 8eb (contre-la-montre) étapes

  - 3e du Clásico RCN
- 2008
  - Tour de la Guadeloupe
    - Classement général
    - 4e, 5e et 6e étapes
- 2010
  - Tour de Marie-Galante :
    - Classement général
    - 4eb étape (contre-la-montre)
- 2012
  - 3e du Tour de Colombie
- 2014
  - 2e, 6e et 8eb (contre-la-montre) étapes du Tour de Martinique
  - 2e du Tour de Martinique
- 2015
  - 4e étape de la Vuelta a Boyacá
- 2016
  - 4e étape du Tour de la Guadeloupe, victoire retirée pour dopage

## Classements mondiaux
| Année            | 2005 | 2006 | 2007 | 2008 | 2009 | 2010 | 2011 | 2012 | 2013 | 2014 | 2015 |
| ---------------- | ---- | ---- | ---- | ---- | ---- | ---- | ---- | ---- | ---- | ---- | ---- |
| UCI America Tour |      |      |      | 30e  |      | 86e  |      | 125e |      | 308e | 377e |
| UCI Europe Tour  | 156e | 614e | 141e |      |      |      |      |      |      |      |      |